# Symethis
Symethis is een geslacht van kreeftachtigen uit de klasse van de Malacostraca (hogere kreeftachtigen).

## Soorten
- Symethis corallica Davie, 1989
- Symethis garthi Goeke, 1981
- Symethis variolosa (Fabricius, 1793)